# Stefano Maderno

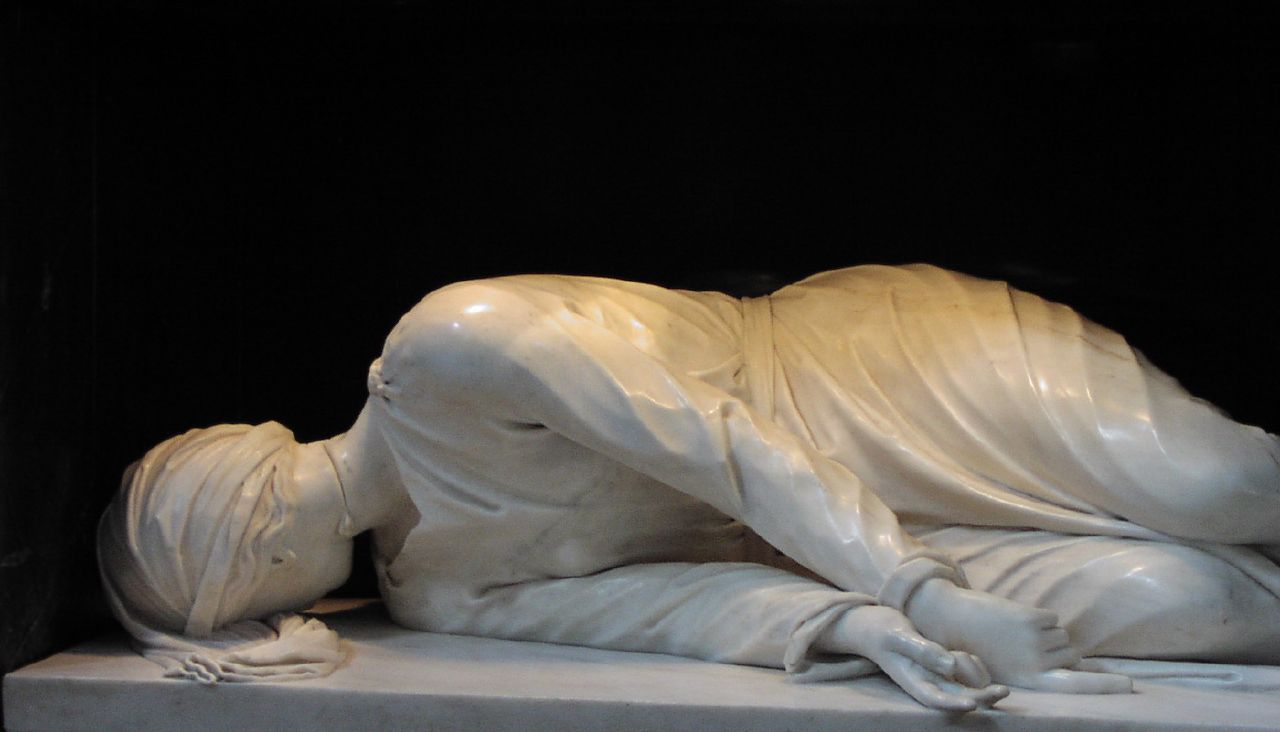
Stefano Maderno: Statue der heiligen Cäcilia, Kirche Santa Cecilia in Trastevere, Rom

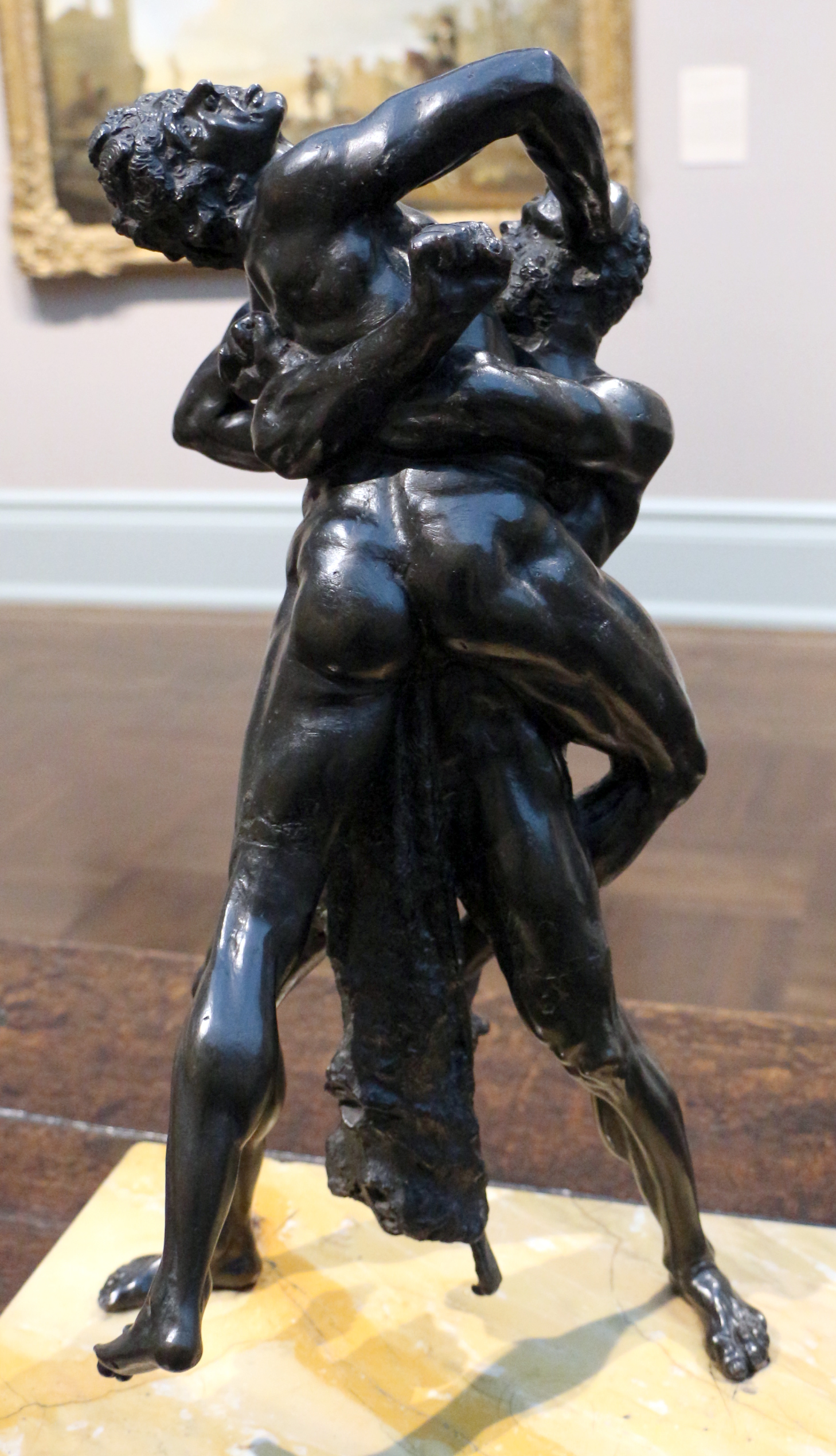
Stefano Maderno: Statue Herkules und Antaeus, 1622

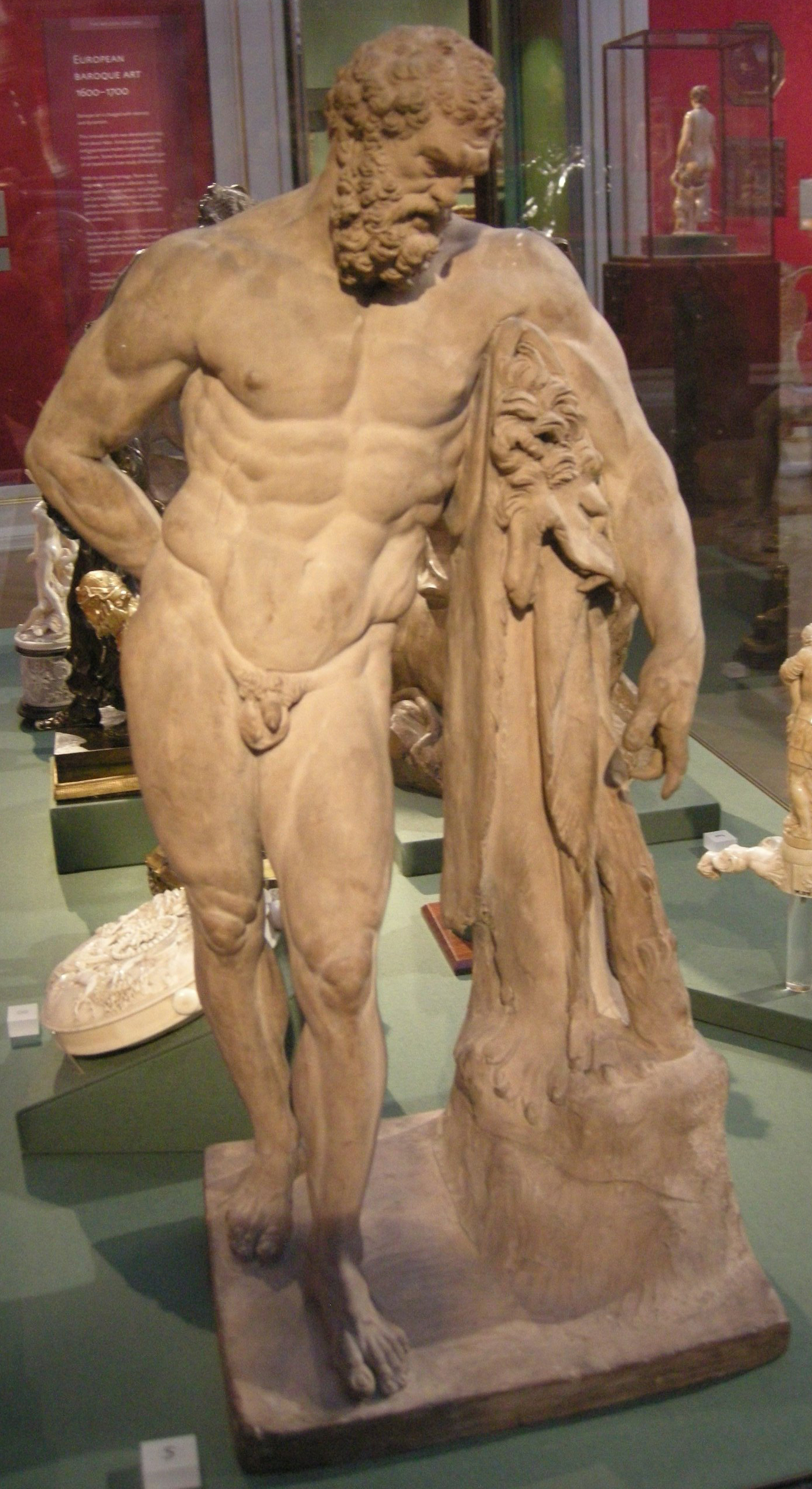
Stefano Maderno: Statue Herkules

Stefano Maderno (* 1575 in Palestrina; † 17. September 1636 in Rom) war ein italienischer Bildhauer der römischen Schule.

## Leben
Sohn des Antonio Maderno aus Capolago und der Francesca Frasca, aus Palestrina, Stefano ist der Schöpfer zahlreicher Skulpturen, zum Teil nach antiken Vorbildern. In Rom war er Schüler des Bildhauers Nicolas Mostaert. Er wurde in die Akademie San Luca aufgenommen. Seine Arbeiten markieren den Übergang von der Renaissance zum Barock.
Von ihm stammen u. a. die Engel des Grabmales von Papst Klemens VIII. in der Lateranbasilika, fünf Flacharbeiten am Grabmal des Papstes Paul V. in Santa Maria Maggiore, die Statue des heiligen Karl Borromäus in San Lorenzo in Damaso. Er arbeitete 1615–1622 an den Palästen von Sankt Peter und Palast Montecavallo in Rom.
Im Auftrag des Kardinals Paolo Emilio Sfondrati wurde sein Hauptwerk aus dem Jahre 1600 die Skulptur der heiligen Cäcilia, die er getreu dem Leichnam, wie er bei der Sargöffnung um 1599 zu sehen war, aus weißem Marmor geschaffen haben soll. Sie ist in der ihr geweihten Kirche Santa Cecilia in Trastevere zu sehen.

## Werke (Auswahl)
- Nikodemus mit dem Körper Christi, 1 Italien. 1605 Terrakotta. H. 43 m
- Herkules mit dem Säugling Telephus, Italy. 1620 Terracotta. H. 51 cm
- Laokoon Italien. 1630 Terrakotta. H. 71 Cm

## Sonstiges
Er war wohl der Bruder von Carlo Maderno. Der Verwandtschaftsgrad mit Pietro Maino Maderno, Hofbildhauer unter Kaiser Ferdinand III., ist derzeit ungeklärt.